# Иван Деспотовић
Иван Деспотовић (9. децембар 1978, Београд) српски је песник. У стихове уноси елементе ритма и еуфоније, већином у везаном, али и у слободном стиху. Разматра граничне облике старих метричких форми, и прозодије, прави песме-пејзаже, лексичке музикалне композиције. Тематка се креће од метафизике свакодневице до онеобичених љубавних мотива или привидне дескрипције природе или града. Проширује појам риме, сонетних венаца и целина. Добитник награде Стражилово 2011. године; Печат вароши сремскокарловачке, за Плаву књигу, издату 2020. године. Књига Ништа није тако номинована је за Бранкову награду, 2007. Лауреат је награде Стеван Сремац у Елемиру (Зрењанин). Есеје,  критике и стихове објављује у периодици: Ковинама , Вршац; Аванграду, Сомбор; Књижевном прегледу, Београд и друго. Члан је Српског књижевног друштва. Заступљен у Граматиковој антологији новије српске поезије (ур. Данило Јокановић, Андреа Беата Бицок) и другим антологијама.

## Биографија
Иван Деспотовић је рођен 1978. у Београду. Дипломирао је на катедри за Општу књижевност и теорију књижевности на Филолошком факултету у Београду, 2003. Радио је као новинар Политике. Прву збирку, Ништа није тако, објавио је као најбољи рукопис на конкурсу Фонда Дејан Манчић, 2007. Један од представника 
стражиловске линије певања у новијој српској поезији, назване по брегу на коме се налази гроб Бранка Радичевића,Стражилову.
Објављене прозне књиге:
- Безазлене приче, Књажевац, 2008.
- О Наташи и Невену, Алма, Београд, 2009.
- Песникове приче, Алма, Београд 2010.
- Урок (роман) ЦЕСЛОД, Крагујевац 2013. ISBN  978-86-87863-34-7
- Урок (друго издање) Алма, . 2015. ISBN 978-86-7974-400-5. Недостаје или је празан параметар |title= (помоћ)
- Прошла деца (роман, УНПС 2023, Београд)

Песничке књиге: 
- Ништа није тако, Фонд Дејан Манчић, Ниш, 2007.  978-86-85203-61-9
- Прекорачења, . 2011. ISBN 978-86-85203-61-9. Недостаје или је празан параметар |title= (помоћ)
- Предео, . 2013. ISBN 978-86-85203-84-8. Недостаје или је празан параметар |title= (помоћ)
- Роршахове исповести, . 2015. ISBN 978-86-80036-01-4. Недостаје или је празан параметар |title= (помоћ)
- Бранково коло, Сремски Карловци.[3]
- Калемегдан, поема, Књижевна општина Вршац, 2017.  978-86-7497-265-6
- 69 сонета, Удружење независних писаца Србије, . 2019. ISBN 978-86-81192-12-2. Недостаје или је празан параметар |title= (помоћ)
- Плава књига, изабране и нове песме,  Удружење независних писаца Србије, . 2020. ISBN 978-86-81192-16-0. Недостаје или је празан параметар |title= (помоћ)

Роршахове исповести, назване по аналогији са Роршаховим тестом доносе нове песничке облике, нова формална, занатска решења. Поема којом се завршава књига – заправо је венац песама, од 25 делова, где на крају имамо тзв. мајсторску песму (налик магистралама у сонетном венцу). Та 25. песма креће ка својој средини истим стиховима – одозгоре и одоздоле. У средишту се налази језгро око кога се стихови покрећу. Реч је о симетричној песничкој форми.